# Galaad

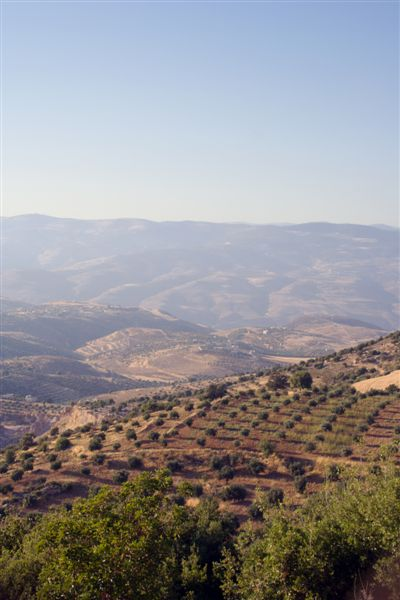
Le colline di Galaad (l'attuale Jalʻād), Giordania.

Il Galaad è una regione dell'antico Israele situata a est del fiume Giordano, corrispondente all'attuale Giordania nord-occidentale. La regione è delimitata a nord dal fiume Yarmūk e a sud-ovest da quelle che erano note nei tempi antichi come «pianure di Moab»; a est non presenta confini ben definiti. Talvolta il nome «Galaad» viene usato in senso più generale per indicare l'intera regione a est del fiume Giordano.

## Galaad nella Bibbia
Il nome Galaad compare per la prima volta nel racconto biblico dell'ultimo incontro tra Giacobbe e Labano (Genesi 31, 21 - 22). Dopo che Israele sconfisse Sicon, quest'area fu assegnata alle tribù di Ruben, di Gad e a metà della tribù di Manasse. Ammon e Moab, sebbene situate a sud-est e a sud, talvolta estesero i propri domini fino a comprendere alcune parti del Galaad meridionale. Il giudice Iefte combatté gli Ammoniti che lo avevano invaso. Il Galaad fu anche lo scenario della battaglia tra Gedeone e i Madianiti e successivamente fu la dimora del profeta Elia. 

## Galaad nella storia
Tiglatpileser III istituì la provincia assira di Galʿazu (Galaad) nel 733 a.C. circa.

## Il balsamo
Il «balsamo di Galaad» (Genesi 37, 25; Geremia 8, 22), usato a scopo medico nell'antichità, era il mastice ricavato da Pistachia lentiscus; con questo nome ora ci si riferisce comunemente ai germogli di una specie di pioppo (Populus) nordamericano usato per fare sciroppi per la tosse.